# يوناس إلمر
جوناس إلمر (28 فبراير 1988 بزيورخ في سويسرا - ) هو لاعب كرة قدم سويسري في مركز الدفاع. شارك مع منتخب سويسرا تحت 21 سنة لكرة القدم. أما مع النوادي، فقد لعب مع نادي آراو ونادي بيل-بيين ونادي بيلينزونا ونادي تورونتو ونادي سيون ونادي فينترتور وFC Rapperswil-Jona ‏.

## وصلات خارجية
- يوناس إلمر على موقع الدوري الأمريكي (الإنجليزية)
- يوناس إلمر على موقع قاعدة بيانات كرة القدم.إي يو (الإنجليزية)
- يوناس إلمر على موقع عالم كرة القدم.نت (الإنجليزية)